# Megalaimidae
Famille
Les Megalaimidae (ou mégalaimidés) sont une famille d'oiseaux nommés barbus. Elle comprend 3 genres et 30 espèces.

## Description
Les Megalaimidae sont de petits oiseaux asiatiques de l'ordre des Piciformes, apparentés aux toucans (famille des Ramphastidae).

## Taxinomie
L'étude phylogénique de Moyle (2004) sur cette famille montre que le Barbu à collier (Psilopogon pyrolophus) est un taxon frère du Barbu géant (alors Megalaima virens) et ne peut donc être dans un genre différent, car le genre Megalaima ne serait pas monophylétique. Suivant l'avis de Howard and Moore Complete Checklist of the Birds of the World (4e édition, 2014), le Congrès ornithologique international (COI), dans sa classification version 5.2 (2015), fusionne ces deux genres qui sont réunis sous le nom de Psilopogon, qui a la priorité par son ancienneté.

### Liste des genres
D'après la classification de référence du Congrès ornithologique international (version 14.1, 2024) :
- Caloramphus Lesson, 1839 (2 espèces)
- Psilopogon S. Muller, 1836 (33 espèces)

Le genre Megalaima G. R. Gray, 1842 est fusionné dans Psilopogon par le COI en 2015.

### Liste des espèces
D'après la classification de référence du Congrès ornithologique international (version 5.2, 2015) :